# Malý Cetín
Malý Cetín é um município da Eslováquia, situado no distrito de Nitra, na região de Nitra. Tem 5,16 km² de área e sua população em 2018 foi estimada em 407 habitantes.

## Demografia
| Ano:        | 1994 | 2004 | 2014   | 2024    |
| ----------- | ---- | ---- | ------ | ------- |
| Broj ljudi: | 384  | 384  | 398    | 502     |
| Razlika:    |      | +0%  | +3,64% | +26,13% |

| Ano:               | 2023 | 2024   |
| ------------------ | ---- | ------ |
| Número de pessoas: | 502  | 502    |
| Diferença:         |      | +1,42% |